# Европа (издательство)
Издательство «Европа» — российское издательство, созданное в 2005 году. 

## История
Учредителями выступили Русский институт, журнал «Эксперт» и информационное агентство «РЕГНУМ».
Издание создавалось с целью политического просвещения, укрепления институтов гражданского права и политической системы в России. 

## Критика
Издательство активно выпускало материалы, верных идеологии суверенной демократии: сборника выступлений Владислава Суркова, монографий Павла Данилина («Враги Путина»), Виталия Иванова («Охранитель») и Алексея Чадаева («План Путина: Словарь политических терминов»). По словам Павловского, с 2010 года издательство перестало заниматься пропагандой.
Андреас Умланд считает, что издательство специализируется на публикации прокремлёвских псевдоаналитических текстов.